# Sinan

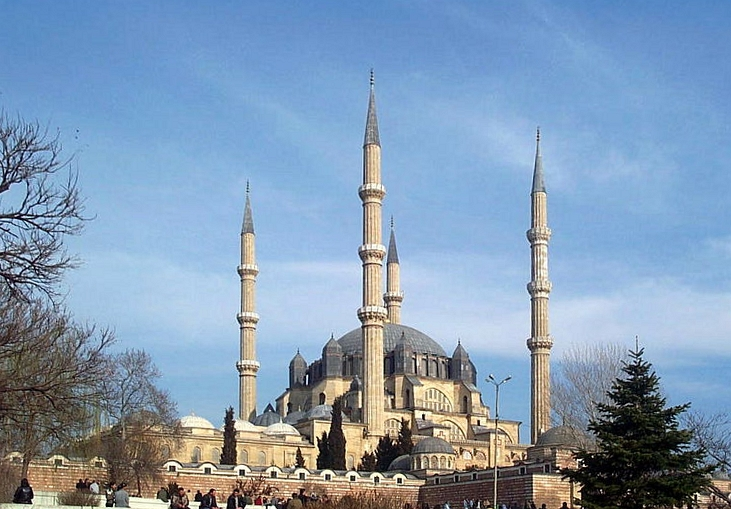
La mezquita de Selim, en Edirne, Turquía, una de sus principales obras.

Mimar Koca Sinan ibn Abd al-Mannan, Sinaneddin Yusuf o Abdulmennan oğlu Sinan, conocido como Koca Mi'mâr Sinân Âğâ (قوجه معمار سنان آغا [Ḳoca Miʿmār Sinān Āġā], lit., «Sinan Agha el Gran Arquitecto») o Mimar Sinan (معمار سينان, lit. en turco moderno, «Sinan el Arquitecto»; (Ağırnas, c. 1488/1490-Constantinopla, 17 de julio de 1588), fue un arquitecto otomano, contemporáneo de Vignola, Palladio, Miguel Ángel o Juan de Herrera. Fue el principal arquitecto otomano (en turco: mimar) e ingeniero civil de los sultanes Solimán el Magnífico, Selim II y Murad III. 
Fue responsable de la construcción de más de 300 estructuras principales y otros proyectos más modestos, como escuelas. 
Sus aprendices diseñaron la  Mezquita del Sultán Ahmed en Estambul y el Puente de Mostar en Mostar. Asimismo ayudaron a diseñar el Taj Mahal en el Imperio mogol. 
Su calidad e influencia en los arquitectos musulmanes de la época y posteriores, es comparable a los citados dentro del ámbito cristiano. 
Es considerado el mejor arquitecto del periodo clásico de la arquitectura otomana y, a menudo, se lo compara con Michelangelo, su contemporáneo en Occidente.
La categoría de Miguel Ángel y sus planes para la Basílica de San Pedro de Roma, se conocían bien en Estambul, porque el sultán Bayaceto II le había encargado (junto con Leonardo da Vinci) un puente sobre el Cuerno de Oro en 1502.

## Biografía
Se sabe que Sinan era de familia cristiana, armenia ,albanesa o griega, aunque después se convirtió al islam y se formó al servicio del sultán como jenízaro, cuerpo militar de élite cuyos miembros eran hijos de cristianos procedentes de diversas regiones del inmenso Imperio otomano. Se cree que pudo ser originario de la Capadocia (región central de Turquía), aunque no se sabe con exactitud, ya que los archivos de los jenízaros se perdieron en el siglo XIX debido a un incendio.
Fue en el ejército donde comenzó a demostrar sus aptitudes matemáticas, alcanzando el grado de «zemberkcibasi» (oficial jefe de catapultas, aunque en aquella época ya se trataba de artillería). Este cargo incluía las atribuciones de todos los campos de la ingeniería militar, construcción de fortalezas, puentes, acueductos, astilleros, murallas y puertas de ciudades a lo largo y ancho del imperio.
El Imperio otomano se encontraba en plena expansión, y Sinan participó en gran cantidad de campañas militares que le permitirían entrar en contacto con muy diversos estilos arquitectónicos. Así podría conocer el gótico europeo (toma de Belgrado en 1521, batalla de Mohács contra los húngaros en 1526; campaña contra Alemania en 1529); el románico y el arte clásico greco-romano (Rodas, 1522; Corfú, Apulia y Moldavia 1537) y el arte oriental (Persia, 1534), aparte, claro, de que conocía bien el arte bizantino desde su infancia.
Tendría en torno a 50 años cuando Solimán el Magnífico le nombra su arquitecto principal. Es entonces, siendo hombre ya maduro, cuando comienza su impresionante carrera arquitectónica. A Sinan se deben las principales construcciones turcas de Estambul, incluyendo las monumentales mezquitas de Mihirimah, la Mezquita de Sehzade y la impresionante Mezquita de Süleymaniye, conocida como «Mezquita de Solimán». Una de sus obras más conocidas es el Puente Mehmed Paša Sokolović en Višegrad (Bosnia y Herzegovina), clasificado como Patrimonio de la Humanidad por la Unesco.
La  aportación de Sinan al arte turco, original y sumamente avanzado, representa una enorme influencia sobre todo el mundo islámico. A Sinan se le atribuye una inmensa labor constructiva en su larga vida, siendo probablemente el arquitecto más prolífico de la historia. Se le atribuye el diseño de: 81 mezquitas, 50 oratorios, 62 escuelas, 19 mausoleos, 32 conjuntos palaciegos, 24 hospitales, 17 edificios de postas, 6 mercados, 33 baños públicos, 7 acueductos, 8 puentes y 338 edificios no identificados.
Las etapas de desarrollo y maduración de la carrera de Sinan pueden ser ilustradas por tres obras principales, dos de las cuales están en Estambul: la Mezquita de Şehzade , que él consideró una obra de su período de aprendizaje, y la Mezquita de Solimán, que es un trabajo representativo de su etapa de madurez. La mezquita de Selimiye en Edirne, es producto de su etapa principal.

“…Los arquitectos de cierta importancia en países cristianos se sienten muy superiores a los musulmanes, porque hasta la fecha éstos jamás han realizado nada comparable a la cúpula de Santa Sofía. Gracias a la ayuda del Todopoderoso y al favor del sultán he conseguido construir para la mezquita del sultán Selim una cúpula que supera a la de Santa Sofía en cuatro zira (varas) de diámetro y seis de altura…”.
Mimar Sinan. Autobiografía

## Sepultura
Está enterrado en una türbe diseñada por él mismo, situada en el cementerio que se encuentra junto a los muros de la Mezquita de Solimán hacia el norte, al otro lado de una calle llamada, en su honor, Mimar Sinan Caddesi . Fue enterrado cerca de las tumbas de sus principales mecenas: el sultán Solimán el Magnífico y su esposa Roxelana.

## Legado

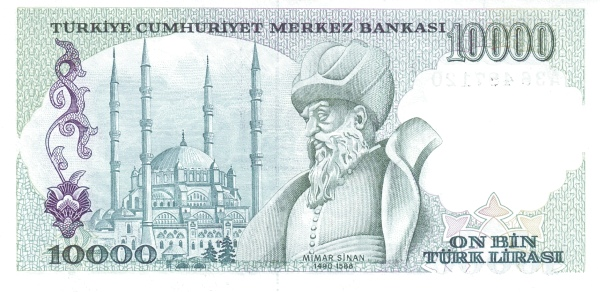
Antiguo billete de 10.000 liras turcas en el que aparece el busto de Sinan

Llevan su nombre un cráter del planeta Mercurio, la Universidad de Bellas Artes Mimar Sinan de Estambul,y el Instituto de Bellas Artes Mimar Sinan de Estambul y Ankara.
Su busto aparecía en los antiguos billetes de 10.000 liras turcas entre 1982 y 1995.

## Obra
Su formación como ingeniero militar hizo que su planteamiento respecto a la arquitectura fuera más empírico que no teórico, pero se puede decir el mismo de los grandes arquitectos del Renacimiento a Occidente como Brunelleschi y Michelangelo.
El desarrollo y las etapas maduras de la carrera de Sinan se pueden ilustrar con tres obras importantes. Las dos primeras son a Estambul: la Mezquita Sehzade, que él define como una obra de su periodo de aprendizaje, y la Mezquita de Solimán, que es la obra más importante de su etapa de calificación. La mezquita de Selimiye en Edirne es el producto de su etapa de maestro. La Mezquita Sehzade es la primera de las grandes mezquitas creadas por Sinan. La Mezquita del Sultán Mihrimah, también conocida como la mezquita de Üsküdar Quay, se acabó el mismo año y tiene un diseño original, con una cúpula principal soportada por tres medias cúpulas. El complejo de la Mezquita de Solimán lo acabó en la edad de 70 años. Este edificio, situado en uno de los cerros de Estambul ante el Cuerno de Oro, y construido con el nombre de Solimán el Magnífico, es uno de los monumentos simbólicos de la época. El diámetro de la cúpula, que supera los 31 metros de la mezquita de Selimiye que Sinan completó cuando tenía 80 años, es el ejemplo más notable del nivel logrado por Sinan. Mimar Sinan llegó a su cumbre artístico con el diseño, la arquitectura, la decoración de baldosas, y el trabajo en piedra, mostrado en Selimiye.
Otro campo arquitectónico en el cual Sinan produjo diseños únicos fue lo de los mausoleos. El Mausoleo de Sehzade Mehmed destaca por sus decoraciones exteriores y su cúpula. El mausoleo de Rustem Passa es una estructura muy atractiva con un estilo clásico. El mausoleo de Solimán el Magnífico es un experimento interesante, con un cuerpo octogonal y una cúpula plana. El mausoleo de Selim II tiene una planta cuadrada y es uno de los mejores ejemplos de mausoleo de la arquitectura turca. El mismo mausoleo de Sinan, que se encuentra a la parte nordeste del complejo de Solimán, en cambio, es una estructura muy simple.
A los puentes que construyó, Sinan combinó con maestría el arte y el funcionalismo. El más grande de los que hizo es lo Pont Büyükçekmece, que tiene una longitud de casi 635 metros. Otros ejemplos importantes son el Puente Ailivri, el Puente Viejo de Svilengrad en Maritsa, Puente Lüleburgaz (Sokullu Mehmet Pasha) sobre el río Lüleburgaz, el puente Sinanlı sobre el río Ergene y el puente de Drina, que dio su nombre a la famosa novela del autor yugoslavo Ivo Andrić
Mientras Sinan estuvo manteniendo y mejorando el sistema de abasto de agua de Estambul, construyó acueductos en varios lugares dentro de la ciudad. El Arco Mağlova sobre el río Alibey, que tiene una longitud de 257 metros y una altura de 35 metros, tiene dos niveles de arcos, y es uno de los mejores ejemplos de esta tipología.
Al inicio de la carrera de Sinan, la arquitectura otomana era sobre todo pragmática. Los edificios eran repeticiones otros de anteriores y se basaban en plantas rudimentarias. Eran más un conjunto de parches que una concepción única. Un arquitecto podía hacer un esbozo de un nuevo edificio, y cualquier ayudante o capataz sabían qué hacer, porque se evitaban las ideas originales. Además, los arquitectos usaban un margen de seguridad exagerado a sus diseños, cosa que suponía un derroche de material y trabajo. Sinan lo cambió gradualmente. Transformó las prácticas arquitectónicas establecidas, ensanchando y transformando las tradiciones, añadiendo innovaciones, intentando acercarse a la perfección.

### Primeros años (hasta mediados de los 1550): periodo de aprendizaje
Durante estos años continuó la forma tradicional de la arquitectura otomana; pero gradualmente empezó a explorar otras posibilidades, porque, durante su carrera militar, había tenido la oportunidad de estudiar los monumentos arquitectónicos de las ciudades conquistadas en Europa y Oriente Medio.
Su primer intento de construir un monumento importante fue la mezquita de Hüsrev Pasha y su doble madraza en Alepo, Siria. Fue construida el invierno de 1536 al 1537 entre dos campañas militares para su comandante en jefe y el gobernador de Alepo. Se construyó con prisa, cosa que se ve en la tosquedad de ejecución y la decoración primitiva.

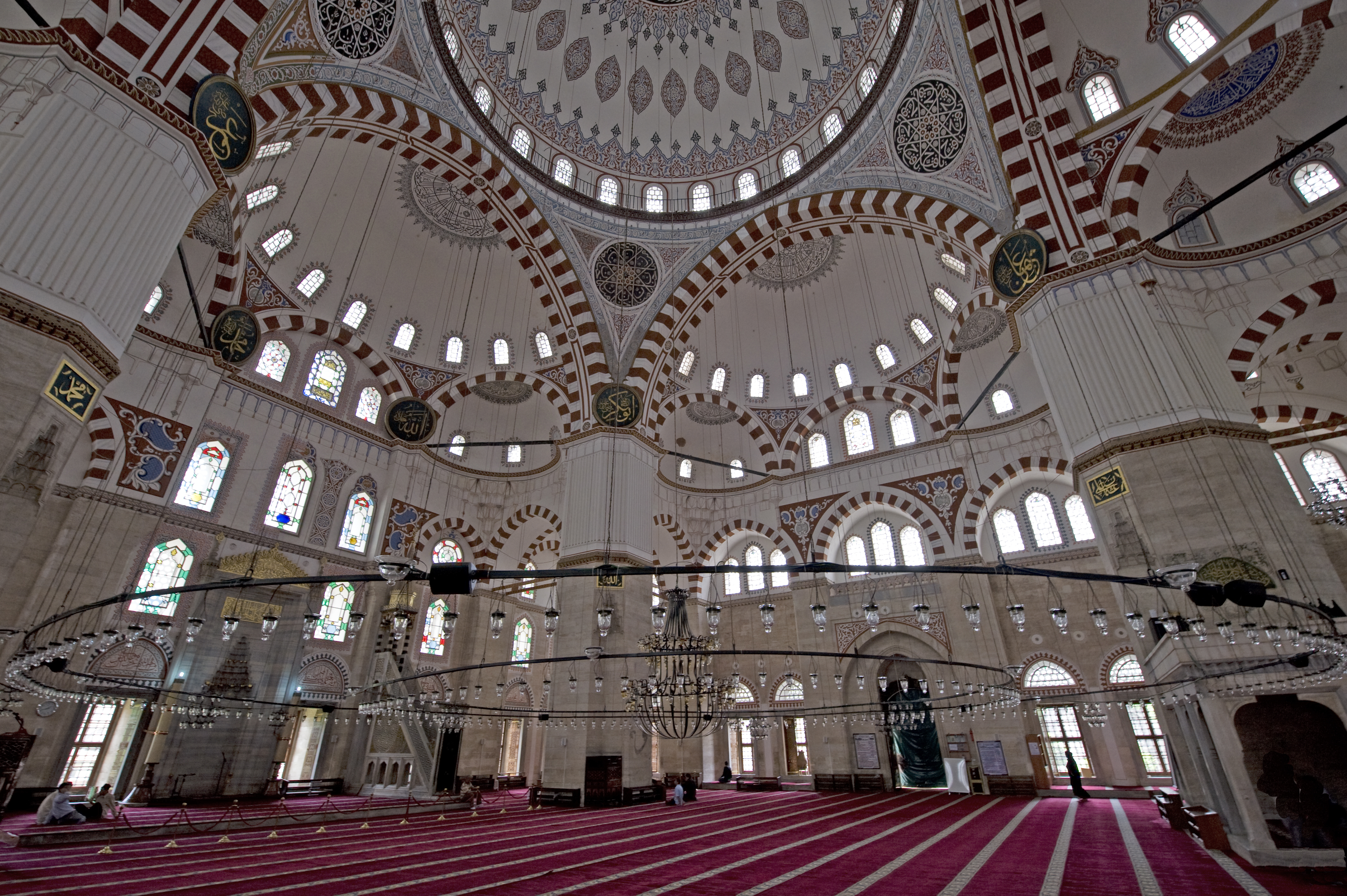
Mezquita de Sehzade

Su primer encargo importante como arquitecto real fue la construcción de un complejo modesto para Hürrem Sultan (Roxelana), la esposa del sultán Solimán el Magnífico. Tenía que seguir los planos dibujados por sus predecesores. Sinan conservó la distribución del espacio sin ninguna innovación. Sin embargo, ya estaba más muy construido que la mezquita de Alepo y muestra una cierta elegancia. Desde entonces, pero, ha sufrido varias restauraciones.
En 1541, empezó la construcción del mausoleo (türbe) del Gran Almirante Jeireddín Barbarroja. Se encuentra a la costa de Beşiktaş en la banda europea de Estambul, al lugar donde solía agruparse su flota. Curiosamente, el almirante no está ahí enterrado, sino en su türbe del lado de la mezquita Iskele. Desde entonces, este mausoleo ha sido bastante abandonado.
Mihrimah Sultana, la única hija de Solimán y esposa del Gran Visir Rüstem Pasha encargó a Sinan la construcción de una mezquita con madraza (escuela), imaret (comedor de caridad) y una sibyan mekteb (escuela Coránica) en Üsküdar. El imaret ya no existe. Esta mezquita ya muestra algunas de las características principales del estilo de Sinan: un sótano ancho, con una vuelta alta, minaretes esbeltos, baldaquino con una sola cúpula, flanqueado por tres semicúpulas que acaban en tres exedros y un pórtico doble muy ancho. La construcción se acabó en 1548. No era el primero doble pórtico que se hacía en la arquitectura otomana, pero creó una tendencia por mezquitas rurales y sobre todo mezquitas de visires.
Cuando el sultán Solimán el Magnífico volvió de otra campaña en los Balcanes recibió la noticia que su heredero al trono Ṣehzade Mehmet había muerto a los veintidós años. En noviembre de 1543, poco después de que Sinan había empezado la construcción de la mezquita Iskele, el sultán ordenó a Sinan que construyera una nueva gran mezquita con un complejo adjunto en recuerdo de su hijo favorito. Esta Mezquita Sehzade sería más grande y más ambiciosa que las anteriores. Los historiadores de la arquitectura consideran que esta mezquita fue su primera obra maestra. Obsesionado por el concepto de una gran cúpula central, Sinan pensó en los planos de mezquitas como la de Fatih Pasha en Diyarbakır o la de Piri Pasha en Hasköy. Probablemente las había visitado las dos durante la campaña de Persia. Sinan construyó una mezquita con una cúpula central, este golpe con cuatro semicúpulas iguales. Esta superestructura está soportada por cuatro pilastras estriadas muy grandes pero estilosas, octagonales, y cuatro pilastras incorporadas en cada pared lateral. En las esquinas, por encima del nivel del tejado, cuatro torretas sirven para estabilizar. Este concepto coherente ya es muy diferente de los planes aditivos de la arquitectura otomana tradicional. Sedefkar Mehmet Ağa copiaría más adelante el concepto de pilastras estriadas en la mezquita del Sultán Ahmed para hacerlas parecer más ligeras. Sinan, pero, rechazó esta solución por sus mezquitas posteriores.

### El periodo desde medios de los 1550 a 1570: etapa de calificación
Hacia 1550, el sultán Solimán el Magnífico estaba en apogeo de su poder. Después de construir una mezquita para su hijo, creyó que era el momento de construir su propia mezquita imperial, un monumento por la posteridad que fuera más grande que todas las otras, en una carena suave que dominaba el Cuerno de Oro. El dinero no eran ningún problema, porque había acumulado un tesoro gracias a los saqueos durante sus campañas en Europa y el Oriente Medio. Dio órdenes a su arquitecto real Sinan de construir una mezquita, la Süleymaniye, rodeada por una külliye (complejo) que consistiera de cuatro colegios, un comedor de caridad, un hospital, un asilo, unos baños, una puesta por caravanas, y un albergue por viajeros (tabhane). Sinan, que ahora dirigía un departamento imponente con un gran número de ayudantes, terminó esta enorme tarea en siete años. Antes de la Süleymaniye, no se había construido ninguna mezquita con tejados semicúbicuas. Sacó la idea para el diseño del tejado semicúbica de Santa Sofía. Gracias a esta obra, Sinan destacó por siempre jamás más por encima del anonimato de sus predecesores. Sinan debía de conocer las ideas del arquitecto renacentista Leone Battista Alberti (que había estudiado De architectura del arquitecto e ingeniero romano Vitruvio), porque él también buscaba la construcción de la iglesia ideal, que reflejara armonía por la perfección de la geometría dentro de la arquitectura. Pero, al contrario de sus equivalentes occidentales, Sinan estaba más interesado en la simplificación que en el enriquecimiento. Intentó de obtener el volumen máximo bajo una sola cúpula central. La cúpula está basada en el círculo, la figura geométrica perfecta que, representa, de una manera abstracta, un Dios perfecto. Sinan utilizó relaciones geométricas sutiles, usando múltiples de dos al calcular las razones y proporciones de sus edificios. Sin embargo, en ene etapa posterior, también usó divisiones de tres o razones de dos a tres a las anchuras y proporciones de las cúpulas, como la mezquita Sokullu Mehmet Pasha de Kadirga.
Mientras estaba concentrado en la construcción de la mezquita de Solimán, Sinan (o más bien sus subordinados, bajo su supervisión) dibujó los planos y dio instrucciones concretas por otros muchos edificios. Pero es fuerza improbable que supervisara la construcción de ninguno de los encargos provinciales.
Sinan construyó en 1551 una mezquita y un monumento funerario (türbe) para el Gran Visir Ibrahim Pasha en Silivrikapı (Estambul).
El siguiente Gran Visir Rüstem Pasha hizo más encargos a Sinan. En 1550, Sinan construyó un gran hostal (han) en el distrito Galata de Estambul; unos diez años más tarde hizo otro han en Edirne, y entre 1544 y 1561 el Taṣ Han en Erzerum. Diseñó una puesta para caravanas en Eregli y una madraza octogonal en Estambul.
Entre 1553 y 1555, Sinan construyó la mezquita de Sinan Pasha a Beşiktaş (Estambul), para el Gran Almirante Sinan Pasha, que es una versión en pequeño de la mezquita Üç Şerefeli de Edirne. Esto también demuestra que había estudiado a fondo el trabajo otros arquitectos, puesto que era responsable del mantenimiento de estos edificios. Copió la forma antigua, reflexionó sobre sus debilidades de construcción e intentó de resolverlas con su propia solución. En 1554 Sinan volvió a usar la forma de la mezquita de Sinan Pasha por la construcción de la mezquita del siguiente Gran Visir Kara Ahmed Pasha en Estambul, su primera mezquita hexagonal. Aplicando esta forma hexagonal, Sinan podía reducir las cúpulas laterales a semicúpulas, y ponerlas en las esquinas en un ángulo de 45 grados. Claramente, a Sinan le debía de gustar esta forma, porque la repitió más adelante en mezquitas como la de Sokollu Mehmed Pasha de Kadırga y la Mezquita Atık Valido de Üsküdar.
En 1556, Sinan construyó los baños Haseki Hüsrrem, reemplazando los antiguos Baños de Zeuxippus, que todavía se encontraban junto a Santa Sofía. Fueron unos de los baños más bonitos que construyeron.
En 1559 construyó la madraza Cafer Ağa el patio delantero de Santa Sofia. El mismo año empezó la construcción de una mezquita pequeña por İskender Pasha en Kanlıka, junto al Bòsfor. Fue uno de los encargos menores y rutinarios que recibió la oficina de Sinan a lo largo de los años.
En 1561, tras la muerte de Rüstem Pasha, Sinan empezó la construcción de la mezquita de Rüstem Pasha, como memorial supervisado por su viuda Mihrimah Sultana. Está situada debajo mismo de la Süleymaniye. Esta vez la forma central es octogonal, siguiendo el modelo de la iglesia del monasterio de Santo Sergio y Santo Baco, con dos semicúpulas pequeñas en las esquinas. El mismo año, Sinan construyó un monumento funerario (türbe) por Rüstem Pasha al jardín de la mezquita Şehzade, decorado con las mejores baldosas de İznik. Mihrimah Sultana, que había doblado su riqueza después de la muerte de su marido, ahora quería una mezquita por ella. Sinan le construyó la Mihrimah Camii a Edirnekapı (puerta de Edirne), al monte más alto de los siete de Estambul. Levantó la mezquita sobre una plataforma de bóveda, remarcando su ubicación arriba de un monte. Se construyó entre 1562 y 1565. Sinan, que quería darle grandeza, hizo uno de sus diseños más imaginativos, usando sistemas de apoyo nuevos y espacios laterales para aumentar el área disponible por ventanas. Construyó una cúpula central de 37 metros de altura  y 20 de anchura, soportada por conchas, sobre una base cuadrada con dos galerías laterales, cada una con tres cúpulas. En cada esquina de este cuadrado hay una pilastra gigante, conectada con arcos inmensos cada uno de los cuales tiene 15 grandes ventanas y cuatro de circulares, que llenan de luz el interior. El estilo de este edificio revolucionario era lo más cercano al gótico que permite la estructura otomana.
Entre 1560 y 1566 Sinan construyó una mezquita en Estambul por Zal Mahmut Pasha en una carena de un monte más allá de Ayvansaray. Es seguro que Sinan hizo los planes y supervisó en parte la construcción, pero dejó la construcción de las áreas menores en manso de ayudantes poco competentes, porque Sinan y sus mejores ayudantes estaban a punto de empezar su obra maestra, la mezquita Selimiye de Edirne. Al exterior, la mezquita se eleva muy arriba, con las cuatro filas de ventanas a la pared oriental. Esto le da a la mezquita un aspecto como de palacio o incluso de bloque de apartamentos. Adentro, hay tres galerías anchas, que hacen que el interior parezca más pequeño. El peso de la estructura hace que la cúpula parezca más alta. Estas galerías parecen como una prueba preliminar de las galerías de la mezquita Selimiye.

### El periodo desde 1570 hasta la muerte: etapa maestra
A la última etapa de su vida, Sinan probó de crear interiores unificados y exquisitamente estilosos. Para conseguirlo, eliminó todos los espacios auxiliares innecesarios a partir de las pilastras de apoyo de la cúpula central. Esto se puede ver a la mezquita del Sokollu Mehmet Paşa en Estambul (1571-1572) y en la mezquita Selimiye de Edirne. En otros edificios de su periodo final, Sinan experimentó con tratamientos espaciales y murales que eran nuevos por la arquitectura otomana clásica.

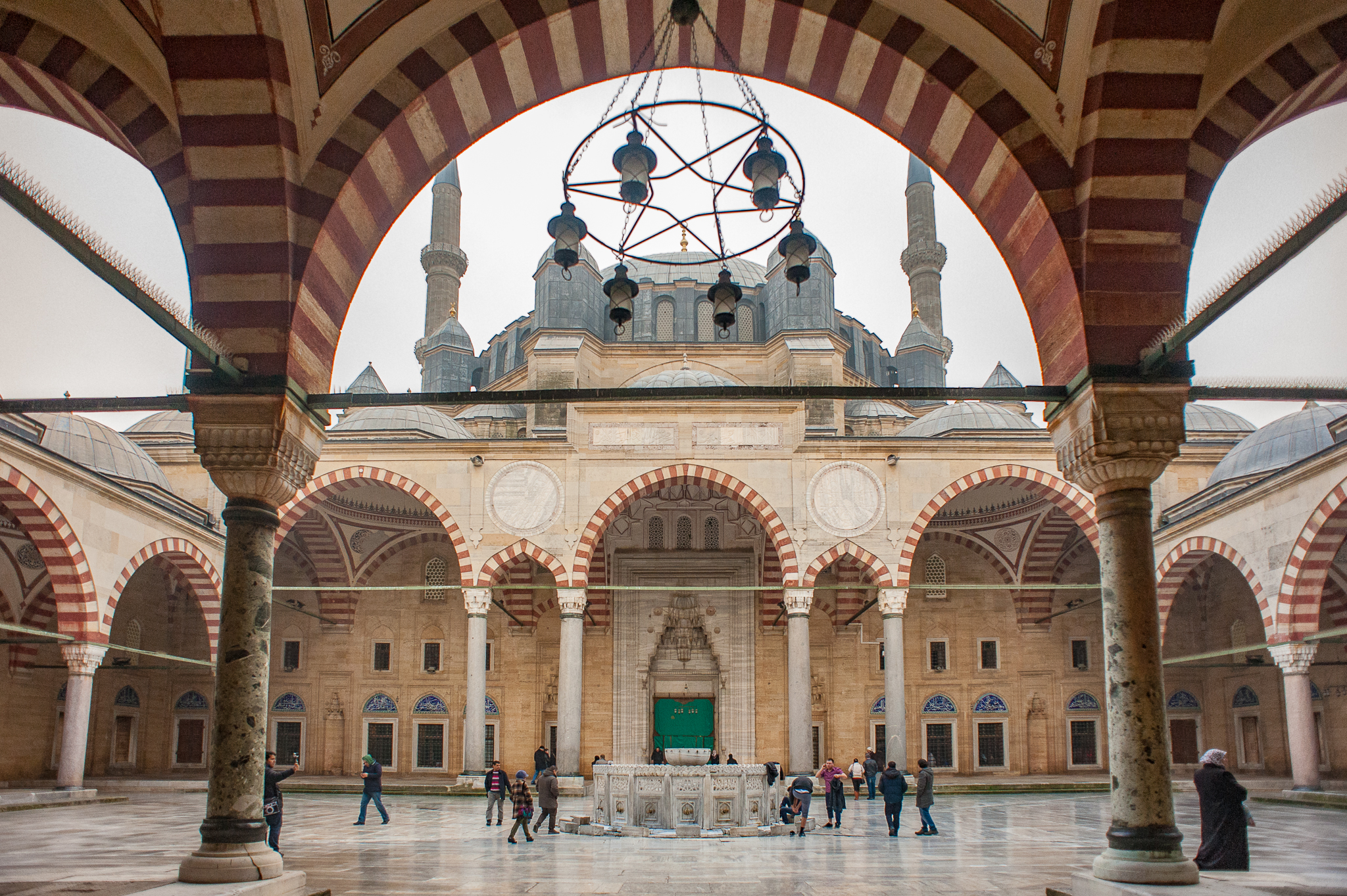
Mezquita de Selim, construida por Sinan en 1575. Edirne, Turquía.

Él mismo, como dice a su autobiografía “Tezkiretü’l Bünyan”, consideraba que su obra maestra era la mezquita Selimiye de Edirne. Liberándose de las limitaciones de la arquitectura otomana tradicional, esta mezquita marca el apogeo de la obra de Sinan y de toda la arquitectura otomana clásica. Mientras se construía, tenía a la cabeza el dicho de los arquitectos de "No se puede hacer una cúpula más grande que la de Santa Sofía y todavía menos los musulmanes", que fue su motivación principal. Cuando se completó, Sinan reivindicó que tenía la cúpula más grande del mundo, dejando atrás Santa Sofía. De hecho, la altura  de la cúpula desde el nivel del tierra era más baja, y el diámetro era apenas más grande (medio metro) que Santa Sofía, que se había hecho mil años antes. Sin embargo, medido desde su base, la cúpula de Selimiye es más alta. Sinan tenía más de 80 años cuando el edificio se acabó. En esta mezquita consiguió finalmente su objetivo de crear el interior bajo cúpula óptimo completamente unificado: un triunfo del espacio que domina el interior. Este golpe usó una cúpula central octogonal (31,28 m de anchura y 42 de altura ), que se aguanta por ocho pilastras elefantinas de mármol y granito. Estos apoyos no tienen capiteles pero tienen trompas o consolas en lo alto, que dan la impresión óptico que los arcos parece que crezcan íntegramente de las pilastras. Colocando las galerías laterales lejos, consiguió aumentar el efecto tridimensional. La multitud de ventanas a las paredes llenan el interior de luz. Las semicúpulas que hacen de contrafuerte están colocadas en los cuatro vértices del cuadrado de bajo la cúpula. El peso y las tensiones internas quedan escondidos, produciendo un efecto aireado y estiloso que pocas veces se ve bajo una cúpula central. Los cuatro minaretes (de 83 metros) de las esquinas de la sala de plegarias son los más altos del mundo musulmán, acentuando la forma vertical de esta mezquita que ya domina la ciudad.
También diseñó la mezquita y puesta por caravanas Taqiyya al-Sulaimaniyya de Damasco, que todavía se considera uno de los monumentos más notables de la ciudad, así como la mezquita Banya Bashi de Sofía, Bulgaria, que hoy en día es la única mezquita en servicio de la ciudad.
También hizo el puente Mehmed Paša Sokolović en Višegrad, que atraviesa el río Drina al este de Bosnia y Herzegovina que ahora es Patrimonio de la Humanidad según la UNESCO.

### Conclusión
Al inicio de su carrera como arquitecto, Sinan se encontró una arquitectura tradicional establecida. Su formación como ingeniero militar lo trajo a encarar la arquitectura desde un punto de vista empírico, más que de uno de teórico. Empezó a experimentar con el diseño y la ingeniería de estructuras de una sola cúpula y de múltiplos. Intentó de obtener una nueva pureza geométrica, una racionalidad y una integridad espaciales a sus estructuras y diseños de mezquitas. A lo largo de todo esto, demostró su creatividad y su deseo de crear un espacio claro y unificado. Empezó a desarrollar una serie de variaciones sobre las cúpulas, rodeándolas de diferentes formas con semicúpulas, pilastras, paredes y diferentes juegos de galerías. Sus arcos y cúpulas son curvados, pero evitó los elementos curvilíneos al resto de los sus diseños, transformando el círculo de la cúpula en un sistema rectangular, hexagonal u octagonal. Intentó de obtener una armonía racional entre la composición piramidal exterior de semicúpulas, que culminan directamente en una sola cúpula, y el ensayo interior donde esta cúpula central integra verticalmente el espacio en un todo unificado. Su genio rae en la organización de este espacio y en la resolución de las tensiones creadas por el diseño. Fue un innovador en el uso de la decoración y los motivos, combinándolos con las formas arquitectónicas en un todo. Acentuó el centro situado bajo la cúpula central llenándolo de luz gracias a las muchas ventanas. Juntó sus mezquitas de forma eficiente en complejas (külliye), al servicio de las necesidades de la comunidad como centro intelectual, comunitario, y para resolver las necesidades sociales y los problemas de salud de los fieles.
Cuando Sinan murió, la arquitectura otomana clásica había llegado a su apogeo. Ninguno de sus sucesores tenía bastante talento para mejorar el diseño de la mezquita Selimiye y desarrollarlo todavía más. Sus alumnos se retiraron hacia modelos más antiguos, como la mezquita Şehzade. La innovación se fue apagando, y empezó el declive.

## Construcciones
Durante sus cincuenta años en el cargo de arquitecto imperial, se dice que Sinan construyó o supervisó 476 edificios (196 de los cuales aún siguen en pie), según la lista oficial de sus obras, Tazkirat-al-Abniya. Como jenízaro, y por lo tanto un esclavo del sultán, su principal responsabilidad era para el sultán. En su tiempo libre, también diseñó edificios para los principales funcionarios. Delegó a sus asistentes la construcción de edificios menos importantes en las provincias.
- 94 grandes mezquitas (camii);
- 57 colegios;
- 52 mezquitas más pequeñas (mescit);
- 48 baños (hamman);
- 35 palacios (saray);
- 22 mausoleos (türbe);
- 20 caravanserai (kervansaray ; han);
- 17 cocinas públicas (imaret);
- 8 puentes
- 8 almacenes de casas o graneros
- 7 escuelas coránicas (medrese)
- 6 ecueductos
- 3 hospitales (darüşşifa)

Algunas de sus obras:
- Mezquita de Sokollu Mehmet Pasha (Azapkapı)
- Caferağa Medresseh
- Mezquita Selimiye en Edirne
- Complejo Süleymaniye
- Complejo Kılıç Ali Pasha
- Complejo Haseki Sultan
- Mezquita Molla Çelebi
- Baños de Roxelana
- Haseki Hamam
- Çemberlitaş Hamam
- Mezquita Piyale Pasha
- Mezquita de Şehzade
- Puente Mehmed Paša Sokolović en Višegrad
- Mezquita Banya Bashi en Sofia, Bulgaria
- Mezquita de Mihrimah en Edirnekapı
- Mezquita Nisanci Mehmed Pasha
- Mezquita de Rüstem Paşa
- Mezquita de Selim
- Mezquita Zal Mahmud Pasha
- Mezquita Kadirga Sokullu
- Mezquita de Koursoum o mezquita de Osman Shah en Trikala
- Al-Takiya Al-Suleimaniya en Damasco
- Yavuz Sultan Selim Madras
- Puente Mimar Sinan en Büyükçekmece
- Iglesia de la Asunción en Uzundzhovo
- Mezquita Tekkiye
- Mezquita Khusruwiyah
- Oratorio en el Muro Occidental